# Institut Italià de Cultura

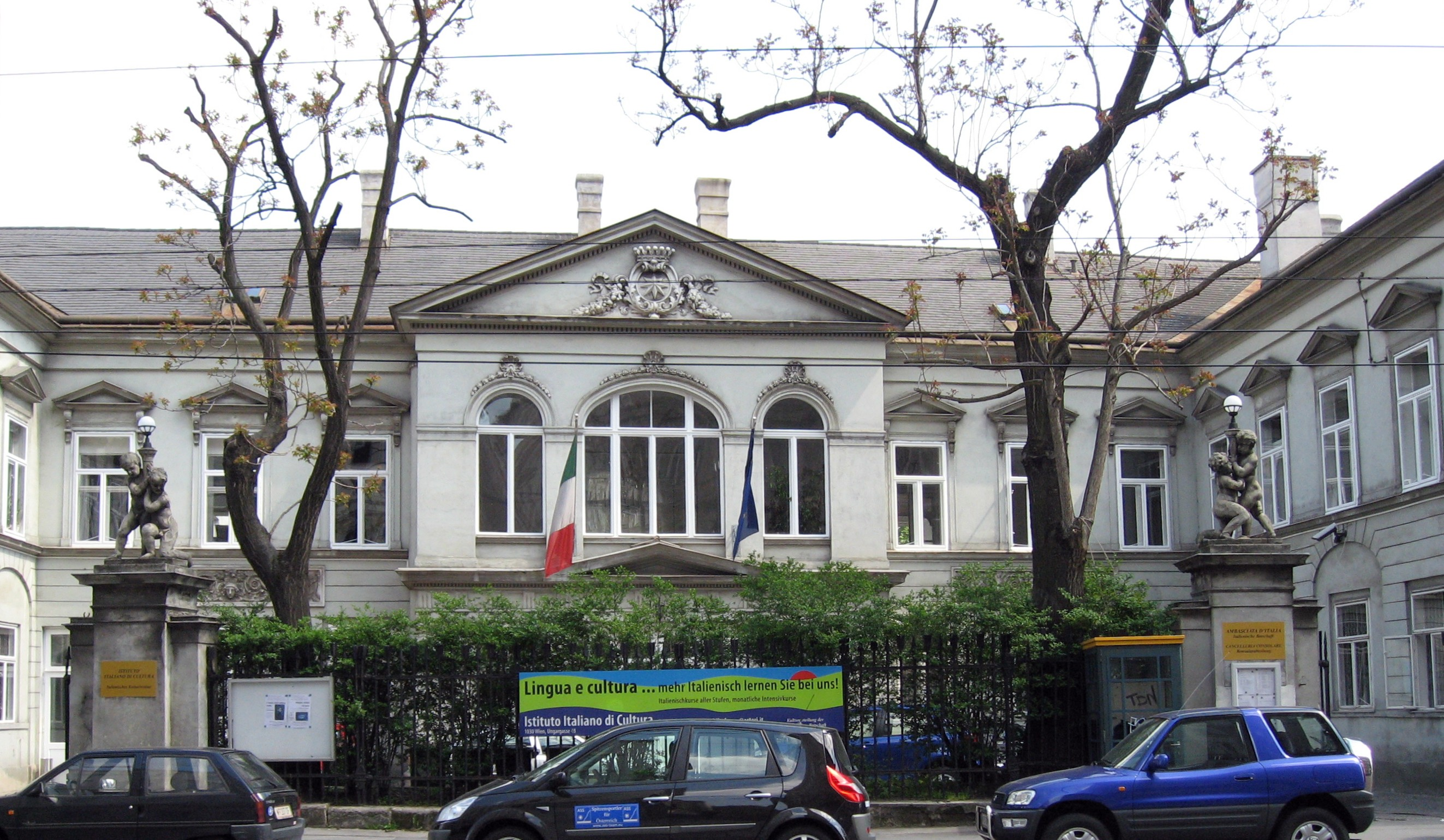
L'Institut Italià de Cultura de Viena.

L'Institut Italià de Cultura en tot el món és una organització sense ànim de lucre creada pel govern italià. Promou la cultura italiana i està implicat en l'ensenyament de la llengua italiana, és similar a les institucions Alliance Française, Institut Cervantes, el British Council i l'Institut Goethe. La creació de l'institut va ser en resposta al desig d'una comprensió més profunda de la cultura italiana a molts continents, mitjançant l'organització d'activitats culturals que recolza el treball realitzat per les ambaixades i consolats italians. N'hi ha noranta-tres Instituts Italians de Cultura a les principals ciutats de tot el món.

## Funcions generals
D'acord amb les disposicions de la llei 401/90, l'article 8 i el reglament 392/95, els Instituts Italians de Cultura tenen les següents funcions:
- establir contactes amb institucions, organismes i personalitats de l'entorn cultural i científic del país amfitrió i promoure propostes i projectes amb l'objectiu a col·laboracions culturals i científiques;
- proporcionar la documentació i informació sobre la vida cultural d'Itàlia i de les seves institucions;
- promoure iniciatives, manifestacions culturals i exposicions;
- recolzar les iniciatives encaminades al desenvolupament cultural de les comunitats italianes a l'estranger, per tal d'afavorir la seva integració en el país d'acollida, així com la relació cultural amb el país d'origen;
- assegurar la col·laboració a acadèmics i estudiants italians en les seves activitats d'investigació i estudiar a l'estranger;
- promoure i donar suport a iniciatives per a la difusió de la llengua italiana a l'estranger, utilitzant els professors italians a les universitats del país amfitrió.